# フェルディナンド・ダヴィッド
フェルディナント・ダヴィット（Ferdinand David, ドイツ語発音: [ˈfɛʁdinant ˈdaːvɪt], 1810年1月20日 ハンブルク - 1873年7月19日 クロスタース）は、ドイツ系ユダヤ人のヴァイオリニスト・作曲家。ダーフィットとも表記。
その超絶技巧から、フェリックス・メンデルスゾーンが自作の《ヴァイオリン協奏曲ホ短調》の初演を委ねたことで歴史に名を残した。

## 経歴
ダヴィットはメンデルスゾーン家と同じアパートで生まれ、まもなくメンデルスゾーン家は引っ越したが、家族ぐるみの付き合いは続いたといわれている。
1823年から1824年まで、ルイ・シュポーアとモーリッツ・ハウプトマンに師事し、1826年にベルリン王立劇場のヴァイオリン奏者に就任。1829年にはドルパトで弦楽四重奏団の第1ヴァイオリンを担当し、リガやサンクトペテルブルク、モスクワで演奏旅行を行う。1835年にはライプツィヒ・ゲヴァントハウス管弦楽団のコンサートマスターに就任し、1843年にはライプツィヒ音楽院のヴァイオリン科教授に就任した。メンデルスゾーンのヴァイオリン協奏曲を初演しただけでなく、公演準備の間、作曲者との緊密な協力関係を築き、技巧面で助言をした。

## 作品
ダヴィット自身の作品は、およそ40点ある。2つの交響曲のほか、5つのヴァイオリン協奏曲、歌劇《ハンスは見張る（Hans Wacht）》（1852年）、3つのヴァイオリンとヴィオラ、2つのチェロのための《弦楽六重奏曲》、そして多数のリートである。また、トロンボーンのためのコンチェルティーノやファゴット協奏曲も遺した。また、フランチェスコ・マリア・ヴェラチーニやピエトロ・ロカテッリ、ヨハン・ゴットリープ・ゴルトベルクらの作品の校訂者も務めた。ほかにも、楽譜出版社ペータースのために、ベートーヴェンのピアノ三重奏曲全曲を校訂している。1843年には、バッハの《無伴奏ヴァイオリンのためのソナタとパルティータ》の校訂も務めている。
またダヴィットは、17～18世紀のヴァイオリン作品の校訂と出版を多数行っており（『Die hohe Schule des Violinspiels』）、その中にはトマゾ・アントニオ・ヴィターリによるト短調のシャコンヌ（チャッコーナ）も含まれる。彼がシャコンヌの校訂に用いたのは、現在もザクセンの州立図書館（SLUB）に所蔵されている18世紀の筆写譜（D-Dl Mus.2037-R-1）である。